# プルーセン
プルーセン、古プロイセン人、あるいはバルト・プロイセン人（低ザクセン語: Pruzzen、ドイツ語: Prußen、ラテン語: Pruteni、リトアニア語: Prūsai、ポーランド語: Prusowie、プロシア語: Prūsas）は、バルト海の南東岸の、およそヴィスワ川とクロニアン (Curonian) 湖周辺に居住している、近隣のスラブ民族とは異なる中世バルト族（バルト人）から成る民族グループ。
13世紀の間に古プロイセン人はドイツ騎士団によって征服され、ドイツ人により支配された。ドイツ帝国が統一される前にかつて存在した王国であるプロイセンは、バルト語派の古プロイセン地域からその名前を取り、古プロイセン語は17世紀から18世紀初頭までには消滅した。
プルーセン人の土地は、ポラン族（現ポーランド人）の出現前まで広大だった。およそ東プロイセンの中央から南部、現ポーランドのヴァルミア・マズールィ県、ロシアのカリーニングラード州、リトアニアのクライペダ地方から成り立っていた。

## 種族名の語源

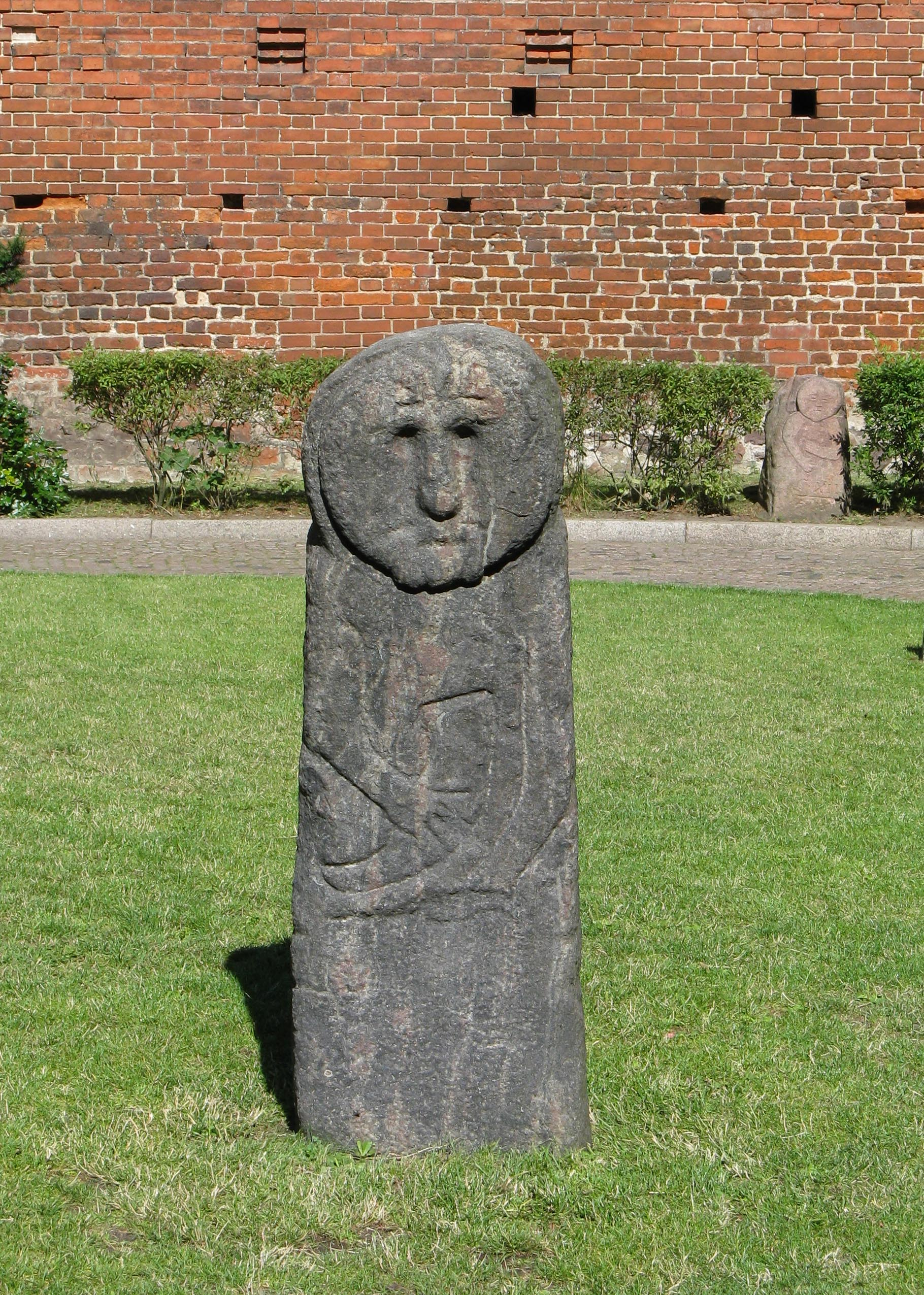
ポーランド、オルシュティン城の庭に保存されている異教時代のプルーセン（プルシ人）の女神像

ほとんどのプロイセンの種族名は、地形を主題に名付けられていた。この国の何千という湖、小川と沼が点在する地形を考えると理解できる慣習ではあるが、これらの種族名は水に基づいていた。実際、このような水に囲まれた地形のためにバルト語派が絶滅せずに残る孤立地帯ができ、ドニプロ川やプリピャチ沼に繋がり、これらがこの千年期に渡って外敵からの効果的な障壁になってきた。
元々の前バルトの移住者は、彼らの定住地の名前を、そのそばの川、湖、海、あるいは森林にちなんで名づけるのが普通だった。組織化した一族あるいは部族の名前は、定住地の名前から取られた。
例えば、バルティ (Barti) の故郷であるバルタ (Barta) は、リトアニアでのバルティス川 (Bartis)、あるいはアルバニアのベラック (berrak) やブルガリアのバラ (bara) （「沼」の意味）のように、何か他のバルト語やスラヴ語の水の名に関係がある。*bor-語根は再建すると「湿地」を意味していたものと考えられる。これはインド・ヨーロッパ語族の*bher-のo-等級から来ると思われる。インド・ヨーロッパ語族はいくつかの*bher-語根を持っているが、その正確な意味と変化系統は不明である。この語根は多分Prusas（プロイセン）の中で使われているものと同じである。より古い形のBrus-が「バイエルン人の地理学者」（Geographus Bavarus、9世紀半ばにドナウ川以北についての地理書を書いた氏名不詳の人物）の書いた地図で見いだされるからである。古代ギリシャ語ではドニプロ川の名前はボリュステネス (Borysthenes) だったが、それは確かにねじれているが*Bor-を含んでいる。
タキトゥスの『ゲルマニア』では、Lugii Buri（ブル地方のルク人）がゲルマン人の東の地域に住んでいると述べられている。Lugiはユリウス・ポコルニーの辞書（686ページ）で言う「黒い湿地」を意味する*leug-(2)、から変化したものであろう。他方Buriは「プロイセン」という言葉の起源と考えられる。現在でもロシアやハンガリーやリトアニアなどではポーランド人を「ルク人 (Lugii)」という意味の「リャク人 (Lyakhi)」、「レンジェル人 (Lengyelek)」、「レンク人 (Lenkai)」と呼び、ポーランド人は自らを「レク人 (Lechici)」と呼ぶ。
Pameddi（ポメサニア）は、「近くに」を意味する言葉と「はちみつ」を意味する言葉から派生したもので、これはインド・ヨーロッパ祖語の語根*medhu-まで起源が遡ると考えられる。Nadruvia（ナドルヴィア）の語源はいろいろに想定されてきた。スラヴ語などでna（近くに、接した）とdravis（木）あるいは語根*dhreu-（流れ、川）から来たとするものなどである。それは古プロイセン語のNadyn（森林）、Nede（池）や、ドニプロの支流の名前であるNydar（リトアニア語Nedejan、ロシア語Nadva（再建されたバルト語では*Nadva ））とも関係がある。
これらの種族名は、わずかに1〜2個だけ生き残ったバルト語派であるラトビア語とも明らかな関係が存在する。ラトビア語でも川をBa-rtaと言う。"Pameddi"を見れば、pa（近くに）とmedi（はちみつ）が含まれているのが分かる。ラトビア語で"Nadruvia"はnodruveのような発音になるが、noは「近くに」、druvaは「トウモロコシ畑」である。
これらの要素の文脈は解明されておらず、Buriが現在のプロイセンの語源であるかどうかも不明である。紀元2世紀の地理学者クラウディオス・プトレマイオスはヨーロッパのSarmatia （ヨーロッパの8番目の地図）に住んでいるBorusciを挙げ、彼らはビスラ・フルメンによってゲルマニアから分離されていると述べている。その地域のプトレマイオスの地図は非常に混乱しているが、このBorusciは現在のプロシアより東にあるようで、ビスラ川の河口においてはギュトン（ゴート族）の支配下にあっただろう。タキトゥスがAesti（東の人）と記録したように、後にヨルダネス (Jordanes) は彼らをゴート人の帝国の一部として記録した。
近年の考古学的成果により紀元前からの原スラヴ人の故地の一部ではないかとも考えられるようになったポーランドではプルーセン人を複数形で「プルシ (Prusy)」と呼び、この単数形は「プルス (Prus)」であるが、「（ポーランドから見て）ルーシ (Rus) の地域（すなわちロシア）へ向かっていく地方」という意味のスラヴ語「ポ・ルス (po rus)」が語源であるという説（ポーランド語のpoは方向を示す前置詞で、英語のforに相当）も上記の説と同様に有力であり、この解釈も定着している。したがってburiがPrusの語源なのではなく実際はその反対で、すでにこの地方で長く定着していた名称のPrusがタキトゥス等のローマ人によってbur-と聞き取られた可能性がある。
なお、上記のポメサニア (Pomesania) もポーランドではポメザニア (Pomezania) と呼ばれるが、その語源は「はちみつの土地に向かっていく地方」という意味のスラヴ語「ポ・ミョド (po miod)」から派生したもので、「はちみつ」を語源とする古プルーセン語の名称がもとであるとされる。リトアニア語で「はちみつ」は「メドゥス (medus)」、ポーランド語では「ミュート (miód)」である。ちなみに、ポメサニア人はプルーセン人のうちの一部族である。
同様の例ではポーランド北西部からドイツ北東部のバルト海沿岸に広がる「ポメラニア」という地方名にも言える。この名称はポーランド語をはじめとしたこの地方土着の西スラヴ語群諸語で「海に向かっていく地方 (po morze)」という意味の「ポモージェ (Pomorze)」が語源である。ポモージェは英語やラテン語では「ポメラニア (Pomerania)」ドイツ語で「ポンメルン (Pommern)」で、どちらも「ポモージェ (Pomorze)」から派生したものである。この、「po-」の説は基準地としてプシェヴォルスク文化を前提としている。

## 初期

バルトの民族地図、1200年

バルトの歴史の始め、古プロイセンはプロイセンのトルン付近の深南部とは、ヴィスワ川とネマン川、そしてナレフ川の線によって境を分けられていた。カシュビアは西方に、南にポーランド人、東にスドヴィア人、北にクロニア人、そして北東にリトアニア人が居住していた。
ドイツ騎士団の司祭、デュスブルクのピーターの Chronicon terrae Prussiae（1326年）によれば、古プロイセン人は部族構造で組織化されていた。地理的特徴を基盤とし、古プロイセン人の11か国、10種族を列挙した分析結果が記述されている。
1. ポメサニア（ドイツ語: Pomesanien、現代リトアニア語: Pamede、再建プロイセン語: Pameddi）
2. ヴァルミア（ドイツ語: ErmlandまたはWarmien、現代リトアニア語: Varme、再建プロイセン語: Wa-rmi）
3. ポゲサニア（ドイツ語: Pogesanien、現代リトアニア語: Pagude、再建プロイセン語: Paguddi）
4. ナタンギア（ドイツ語: Natangen、現代リトアニア語: Notanga）
5. サンビア（ドイツ語: Samland、現代リトアニア語: Semba）
6. ナドルヴィア（ドイツ語: Nadrauen、現代リトアニア語: Nadruva）
7. バルティア（ドイツ語: Barten、現代リトアニア語: Barta、再建プロイセン語: Bartians）
8. スカロヴィア（ドイツ語: Schalauen、現代リトアニア語: Skalva）
9. スドヴィア（ドイツ語: Sudauen、現代リトアニア語: Suduva、再建プロイセン語: Su-dawa）
10. ガリンディア（ドイツ語: Galindien、現代リトアニア語: Galinda、再建プロイセン語: Galinda）

ピーターによると、ポメサニアの南西にある11番目の土地クルム (Kulm) はほとんど無人であったとされている。ドイツによる古プロイセン征服の後は、国土はほぼ正確にこれらの区分に沿って分割されたが、ドイツ人はタンネンベルクを中心とするサッセン (Sassen) という12番目の国を加えた。以上の名前は恐らく網羅的ではないと考えられる。これらの名前の多くが古代または中世の文献に現われるが、しかしある程度つづりと地理は文献によってさまざまである。デュスブルクのピーターは、Pomesani、Pogesani、Varmienses などのようなラテン語の名前の方を用いた。

## 中世の歴史

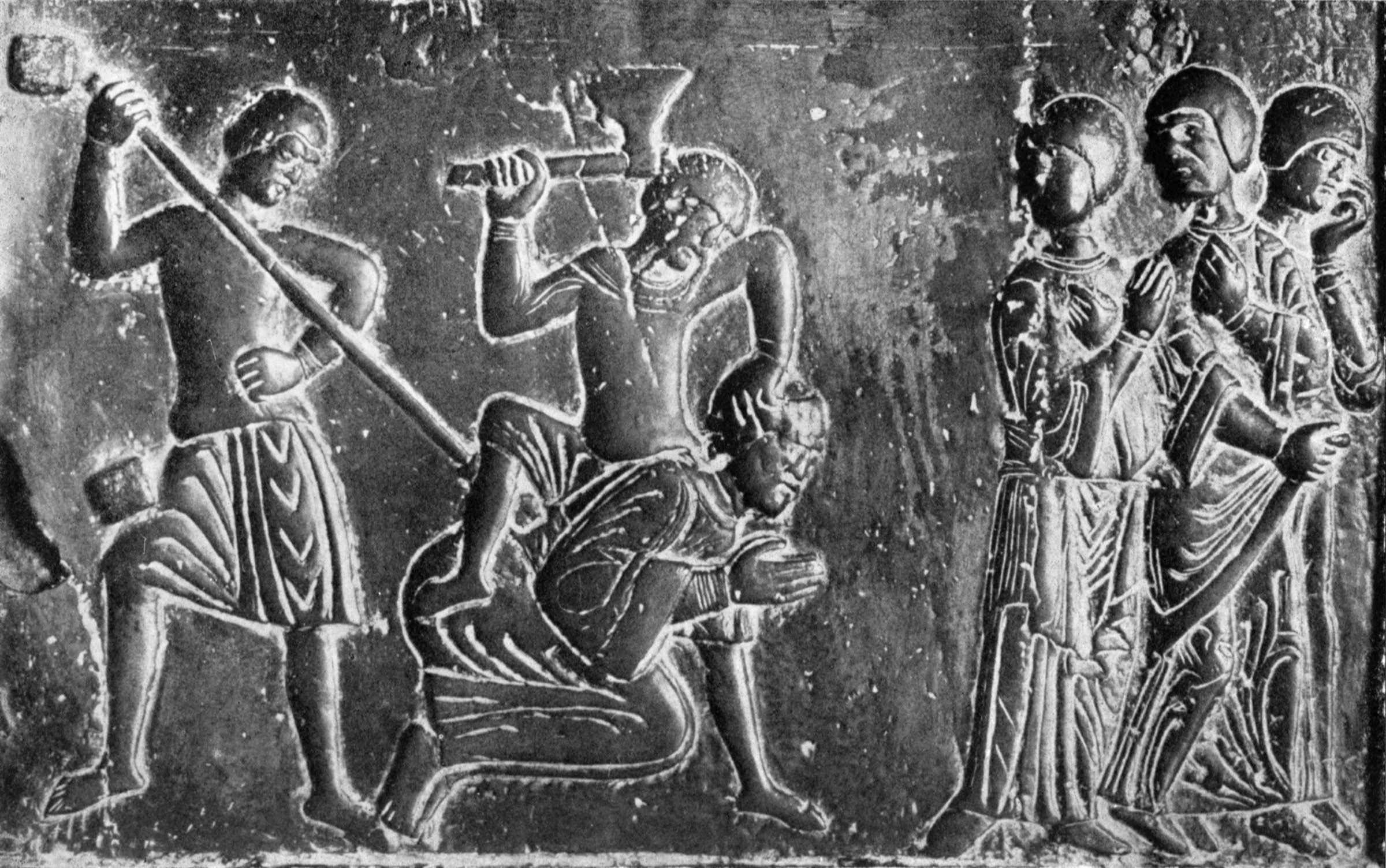
（1175年ごろ）軍事・宣教に来たプラハのアダルベルトを殺す古プロイセン人。

歴史文献で初めて古プロイセンが明確に言及されるのは、古プロイセンをキリスト教に教化する宣教中の997年に殺されたプラハのアダルベルトに関連したものである。10世紀、西スラブ民族のキリスト教化後、977年ポーランドのボレスワフ1世はアーダルベルト司教を軍事とキリスト教化の布教目的でプロイセンに送り込むが、プルーセンの異教司祭により殺された。プルーセン人は、1015年、1147年、1161-1166年、そして13世紀中幾度ものポーランドによる侵略を撃退した。ポーランドのコンラト1世 (マゾフシェ公)は北方十字軍やドブリン(ドブジン)騎士団(pl:Bracia dobrzyńscy)を徴集し、何年もプロイセン侵略を試みたが敗北に終わった。教皇は十字軍をさらに準備した。ついにコンラト1世は、クルムラント（現: ヘウムノ）領有権と引き換えにドイツ騎士団を招聘した。古プロイセンはドブリン騎士団を追い払ったものの、13世紀、北方十字軍による数十年に渡る血まみれの征服活動の末、ドイツ騎士団に屈した。生き残った原住の古プロイセン人の多くが、現カリーニングラード州にあたるバルト海沿いのサンビア地方に移住させられた。1286年の大規模反乱を含む頻繁な反乱は、十字軍によって制圧された。
洗礼を受けた古プロイセン人はマクデブルク大司教の元で教養を身につけた。一方ドイツ人とオランダ人の移住者は原住民の古プロイセンを植民地化し、またポーランド人とリトアニア人は、それぞれ南部プロイセンと東部プロイセンに定着した。ドイツ人の地盤の中に、ケーニヒスベルク に古プロイセン人の大きな孤立地帯が残され、そこで1525年にプロイセン公国が誕生するまではドイツ騎士団国の一部のままであった。
ドイツ騎士団の修道士と学者は古プロイセン人が使う言語に対して多大な興味を持ち、それを記録しようとした。加えて、古プロイセン人と意思疎通する必要もあった。こうした経緯で古プロイセン語の若干の記録が残されている。ガリンディア語やスドヴィア語が含まれているが、これらの記録が西バルト語族について残されている記録の全てである。ゲルマン祖語と類似性を示す、非常に古風なバルト語である。古プロイセン語は、ゲルマン語 / バルト語 / スラブ語の共通語がかつて存在したという理論を支持するように思われる。
ドイツ騎士団は、15世紀の間にポーランド・リトアニア連合との戦争で徐々に弱体化した。多額の戦争賠償金により、騎士団国家は債務負担と増税で経済は悪化した。プロイセン人は、1440年反ドイツ騎士団のプロイセン連合を結成しポーランド王に支援を求めた。1454年（十三年戦争）でプロイセン同盟側は勝利した。
プロテスタント宗教改革の時代、1525年、騎士団総長アルブレヒト・フォン・ブランデンブルク＝アンスバッハは、騎士団領を世俗化してポーランドの封建家臣となり、プロイセンはプロテスタント（ルター派）のプロシア公領になった。古プロイセン人は再び反乱を起こしたが、ドイツ政府によって鎮圧された。宗教改革の時代には、プロイセン公領で公式に、ポーランド領プロイセンでは非公式にルター派の影響力は拡大した。ヴァルミアではカトリックが残った。プロテスタント改宗後、礼拝の言語はラテン語に代わり自国となった。アルブレヒトは教義問答を古プロイセン語に翻訳した。
古プロイセン語は17世紀の終わりを迎える前に消滅したが、古プロイセン語で書かれた聖書と詩が残っている。